# ベルゲン・トロリーバス
ベルゲン・トロリーバス（ノルウェー語: Trolleybussen i Bergen）は、ノルウェーの都市・ベルゲン市内に存在するトロリーバス。2022年の時点で同国に唯一現存するトロリーバス路線で、公共交通事業者であるケオリスによって運営されている。

## 概要
第二次世界大戦中の燃料不足が起因となり、ノルウェー国内ではトロリーバスが安価で運用可能な公共交通機関として注目を集め、首都のオスロを始め各都市で開通が相次いだ。ベルゲン市内のトロリーバスもその一環として建設が行われ、従来の路面電車を置き換える形で1950年2月24日に営業運転を開始した。
以降は路線網の拡張や車両数の増強により輸送量は増大し、1959年には2系統で年間1,000万人以上の利用客を記録した。だが、翌1960年にノルウェー国内で自動車の販売に関する規制が緩和された事で利用客の減少が始まり、1970年代初頭には路線網の廃止が検討されるまでに至った。これに関しては市当局の反対で撤回されたが、1995年にトロリーバス系統の5号線が道路整備名目で運休し、それ以降復活していないため、2022年現在ベルゲン市内のトロリーバスは以下の1系統のみ運行している。
| 系統番号 | 経路                              | 全長  | 備考              |
| -------- | --------------------------------- | ----- | ----------------- |
| 6        | Birkelundstoppen - Bergen sentrum | 7.5km | [ 3 ] [ 4 ] [ 5 ] |

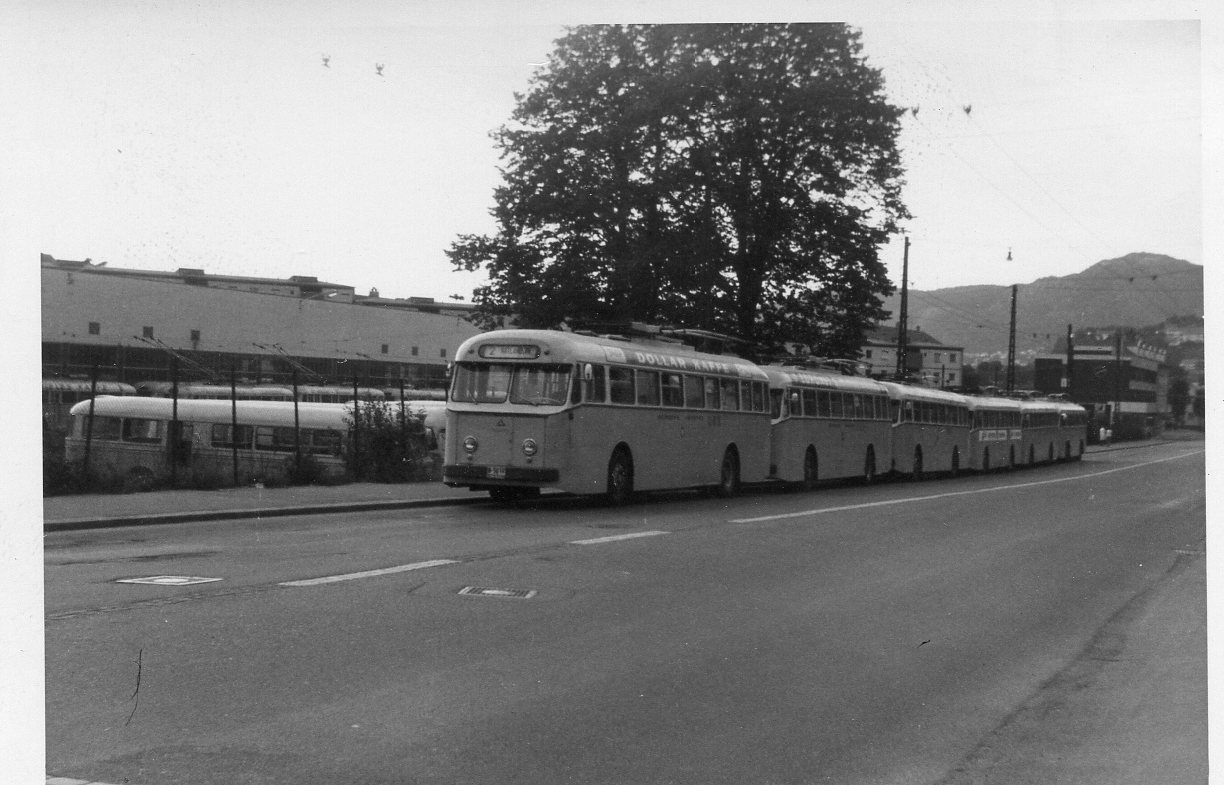
1960年代のトロリーバス（1963年撮影）
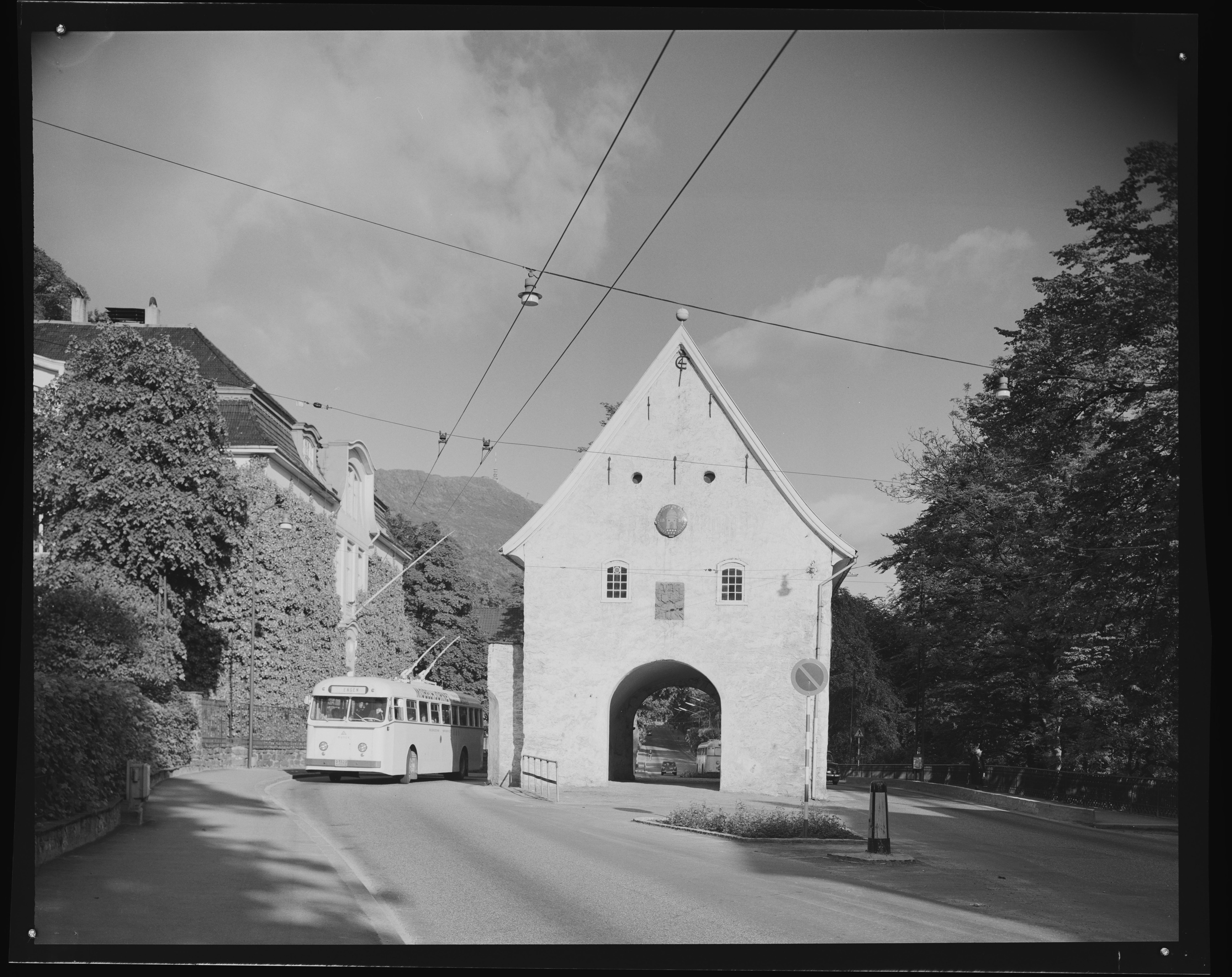
1960年代のトロリーバス（1964年撮影）

## 車両

### 現有車両
2022年現在、ベルゲン・トロリーバスで使用されているのはポーランドのソラリスが展開する連節バスのトロリーノ18である。後述の延伸計画に合わせ、架線がない区間でも最大11 km走行可能なよう充電池を搭載しているのが特徴で、2020年以降10両が導入され従来の車両を置き換えている。

### 過去の車両

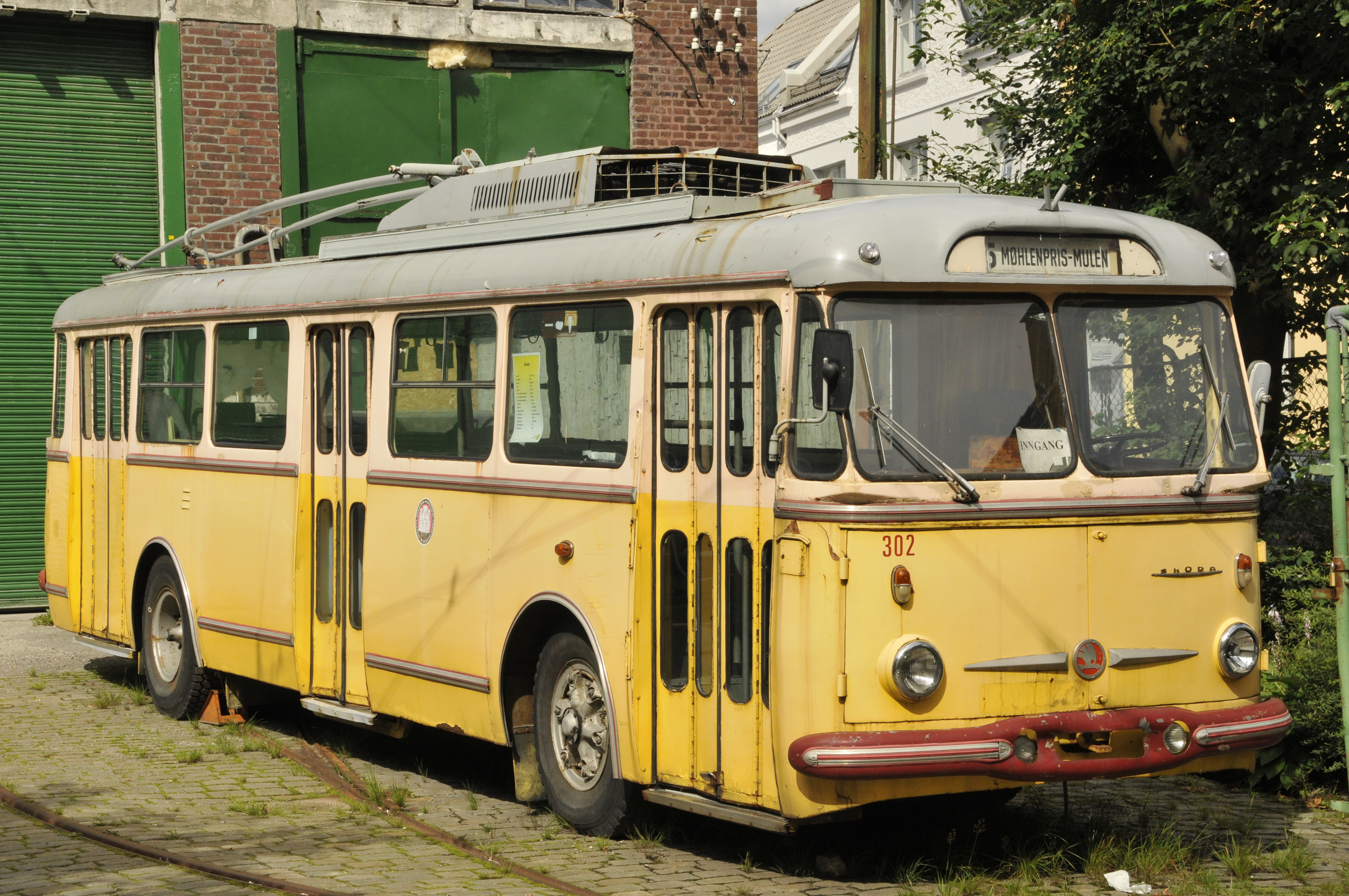
302
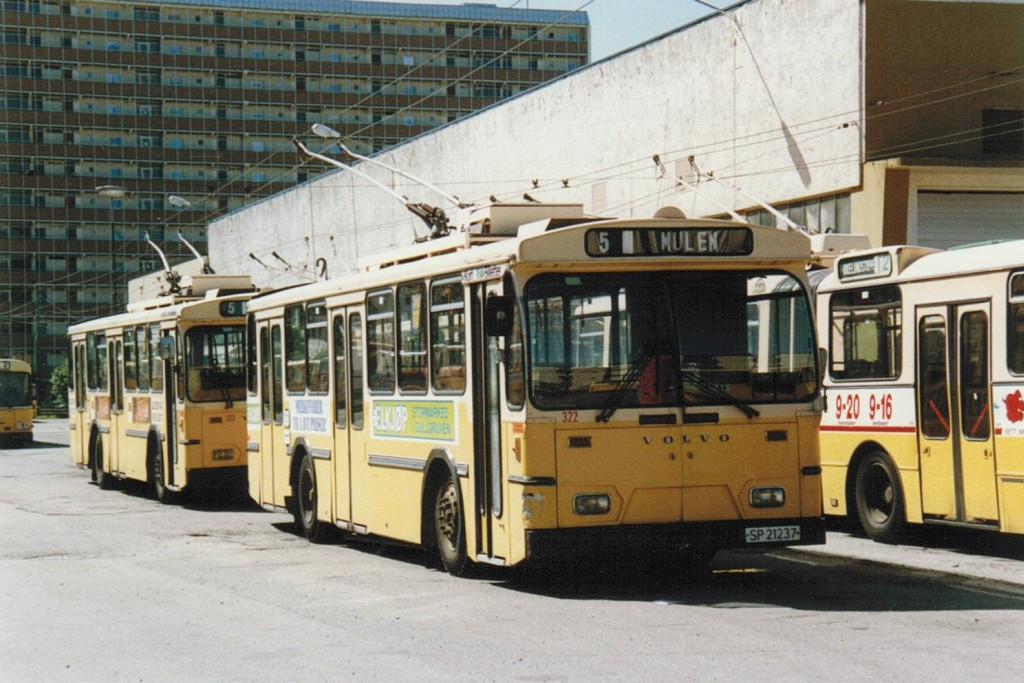
322 （1989年撮影）
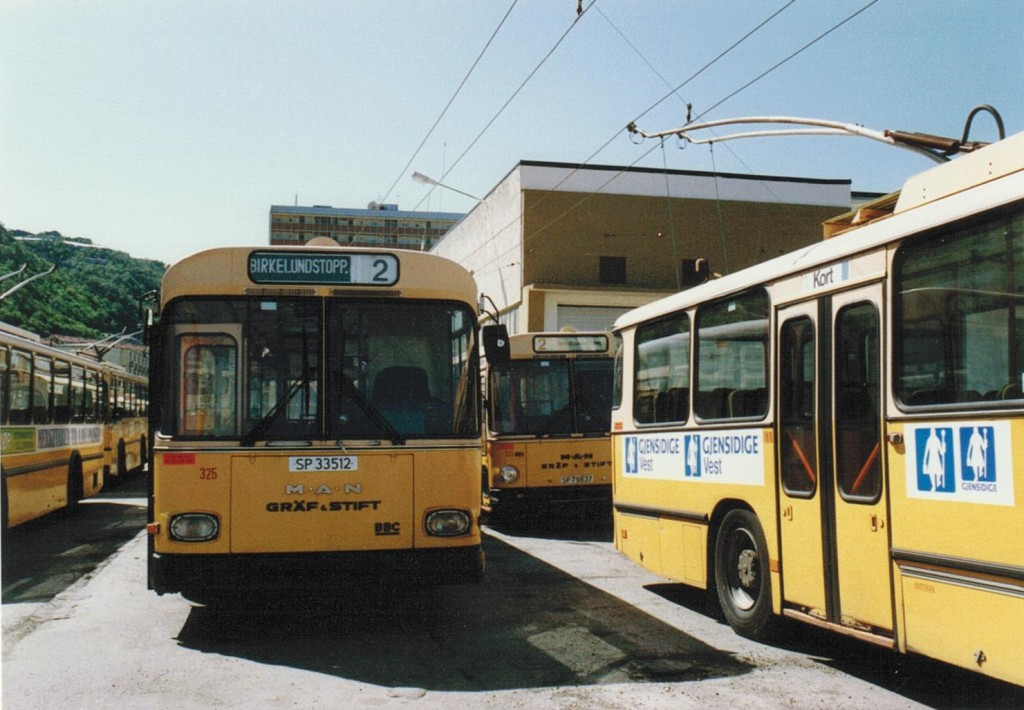
325 （1989年撮影）
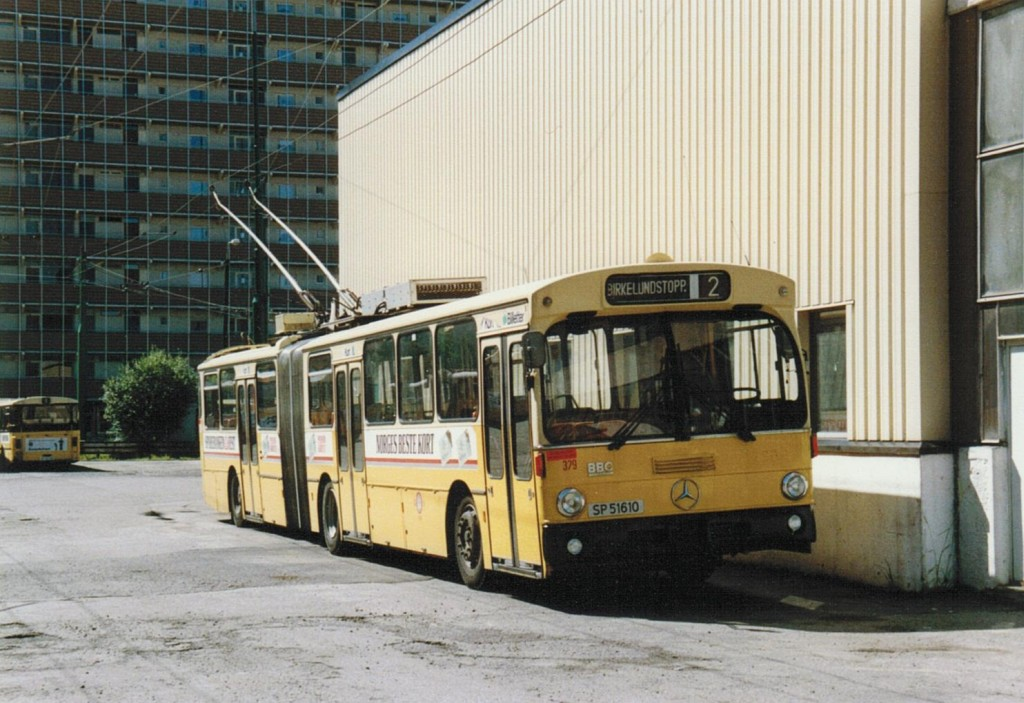
329 （1989年撮影）
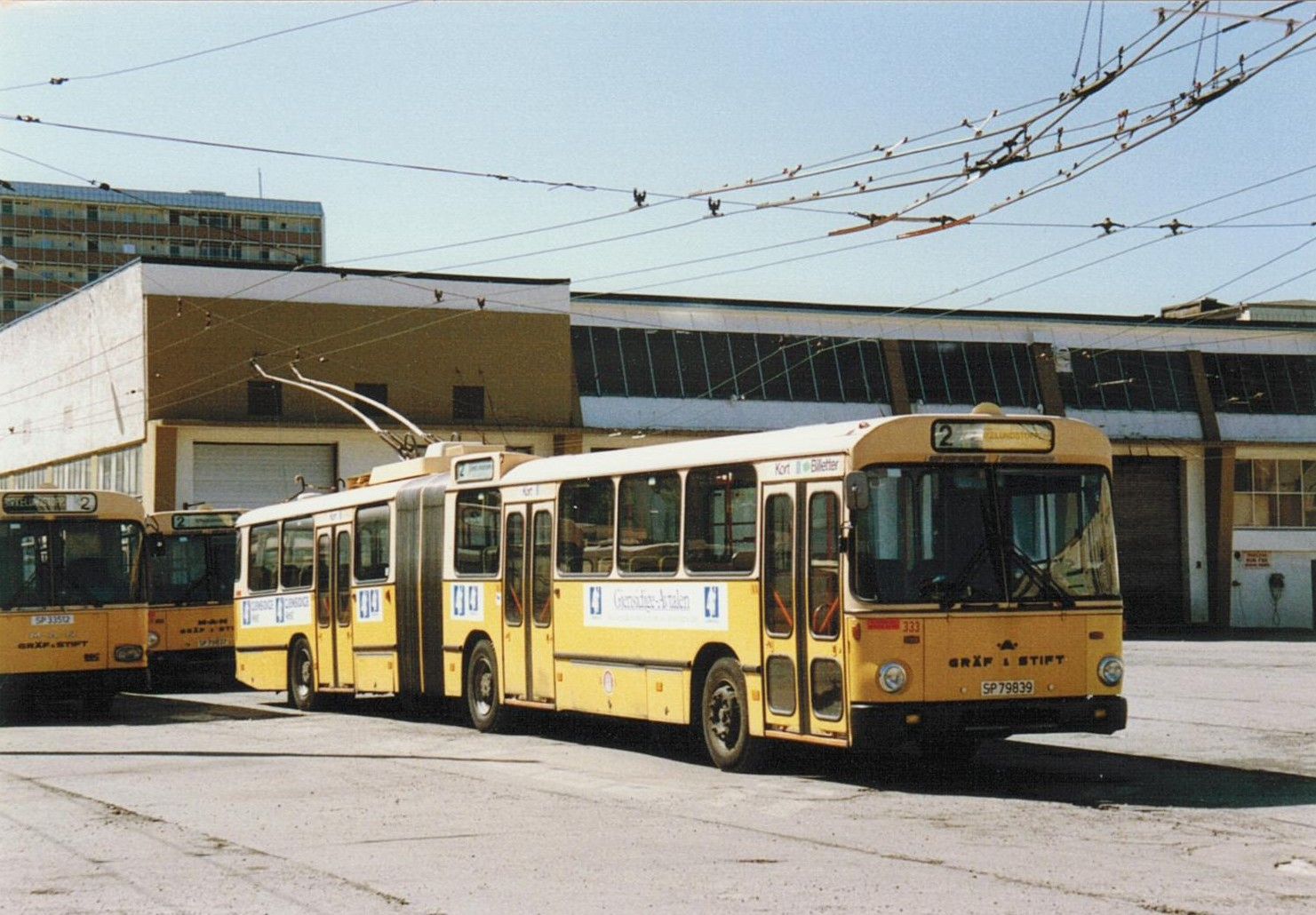
333 （1989年撮影）
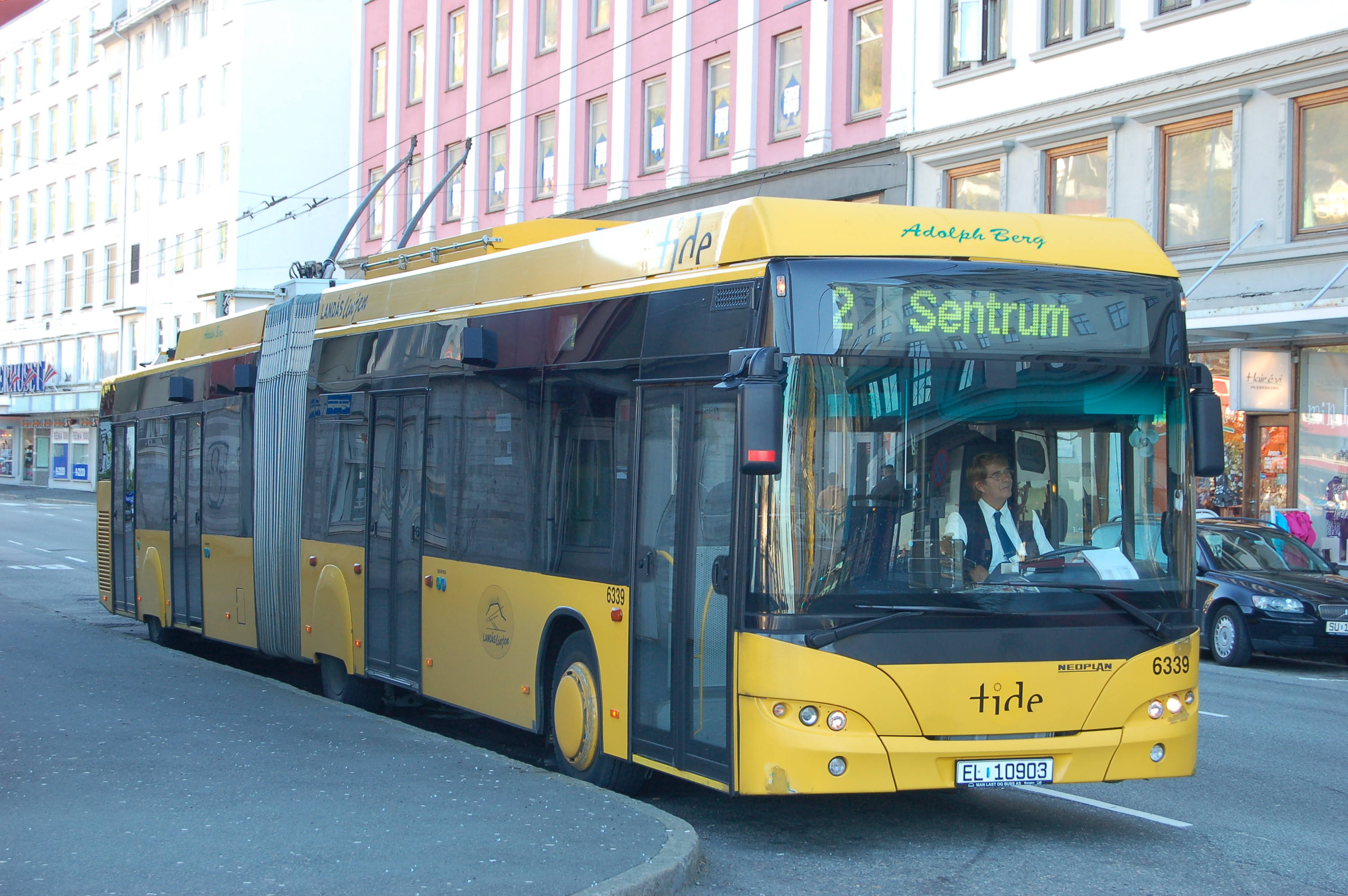
6339 （2007年撮影）
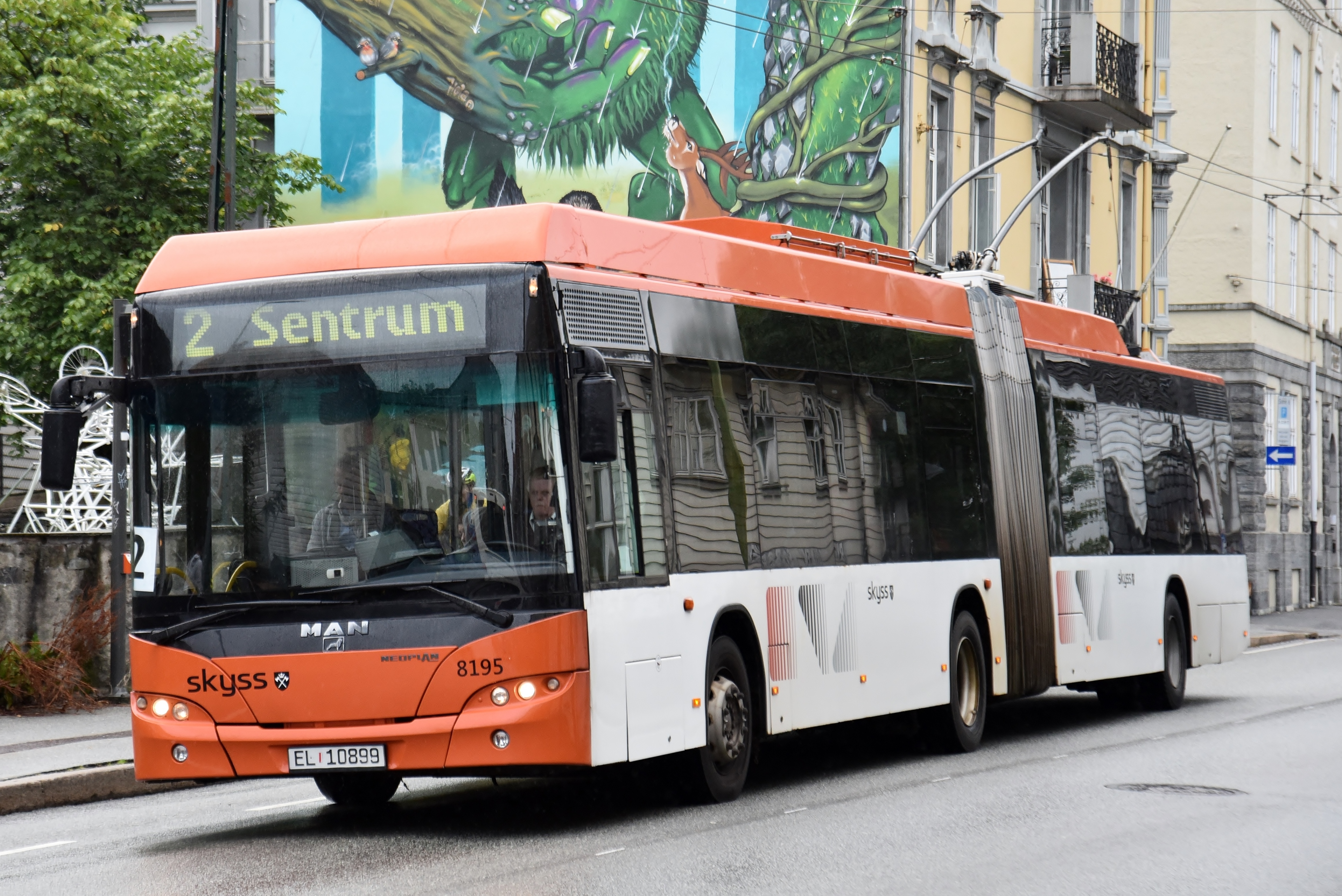
8195 （2019年撮影）

## 今後の予定
2022年現在、ベルゲン・トロリーバスにおいてベルゲン市内中心部からラクセヴォグ方面へ向かう新規延伸区間の建設が進んでいる。そのうちベルゲン市内中心部やパドデフィヨルド橋（Puddefjordsbroe）などを経由する一部区間は架線が敷設されず、ここを走行する車両は充電池を用いる事になっている。開通は同年の冬季の予定である。